# صاناي ميليز
صاناي ميليز (و. 1958  م) هي ممثلة مسرحية، وممثلة أفلام، وراوي سويسرية، ولدت في مدينة لوكسمبورغ.

## التعليم
تعلمت في Otto Falckenberg School of the Performing Arts ‏ (1978–1980)
.

## جوائز
حصلت على جوائز منها:
- وسام الاستحقاق البافاري
- جائزة نستروي [الإنجليزية]‏

## وصلات خارجية
- صاناي ميليز على موقع IMDb (الإنجليزية)
- صاناي ميليز على موقع روتن توميتوز (الإنجليزية)
- صاناي ميليز على موقع مونزينجر (الألمانية)
- صاناي ميليز على موقع ألو سيني (الفرنسية)
- صاناي ميليز على موقع ميوزك برينز (الإنجليزية)
- صاناي ميليز على موقع أول موفي (الإنجليزية)
- صاناي ميليز على موقع قاعدة بيانات الأفلام السويدية (السويدية)
- صاناي ميليز على موقع ديسكوغز (الإنجليزية)
- صاناي ميليز على موقع قاعدة بيانات الفيلم (الإنجليزية)
- صاناي ميليز على موقع كينوبويسك (الروسية)